# 西釜山流通地区駅
西釜山流通地区駅（ソブサンりゅうつうちくえき）は、大韓民国釜山広域市江西区にある釜山-金海軽電鉄の駅である。駅番号は3。「錦湖マウル」を副駅名としている。

## 歴史
- 2011年9月9日 - 開業。

## 駅構造
相対式ホーム2面2線を有する高架駅で、フルスクリーンタイプのホームドアが設置されている。

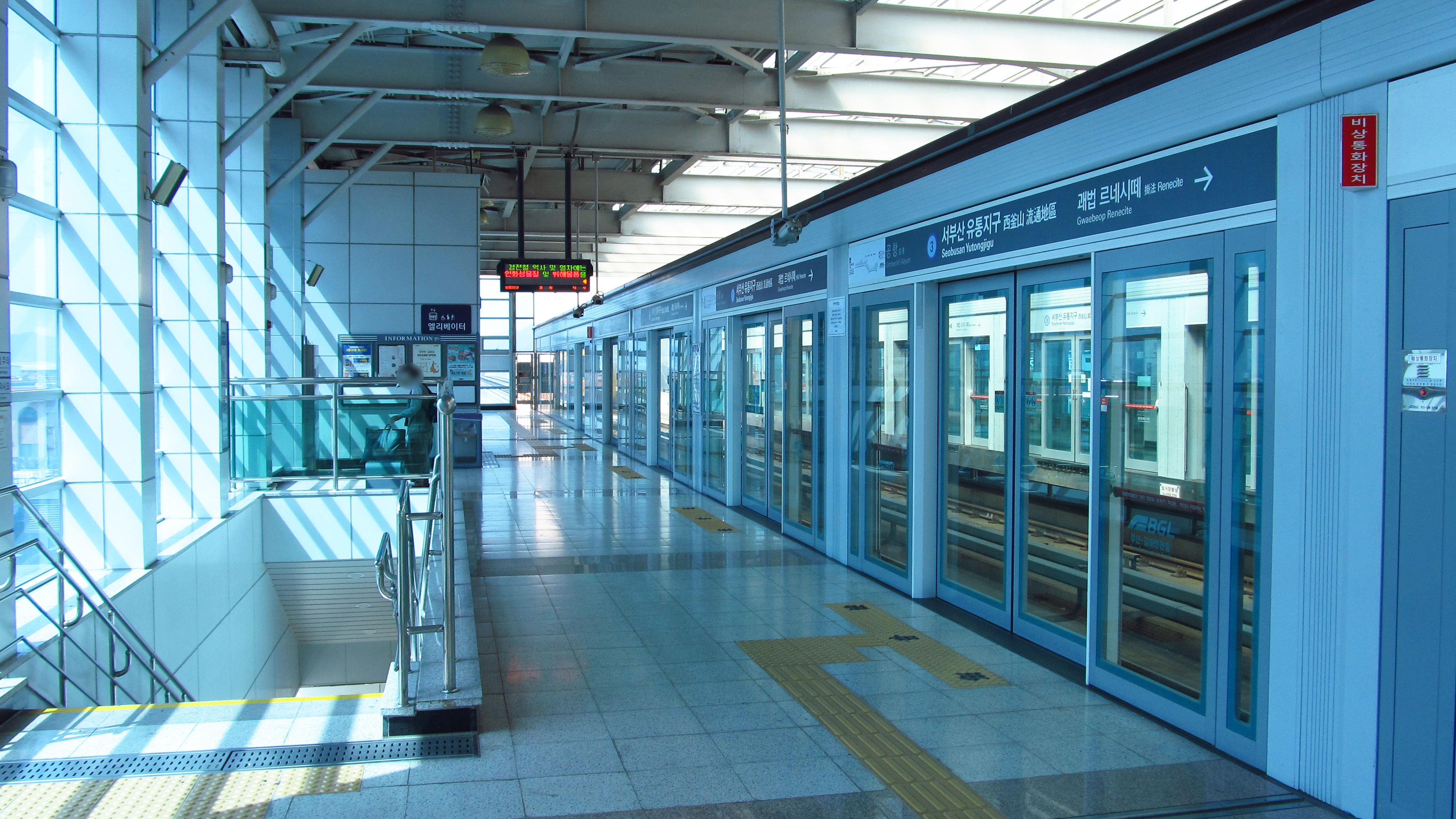
ホーム（2018年3月）
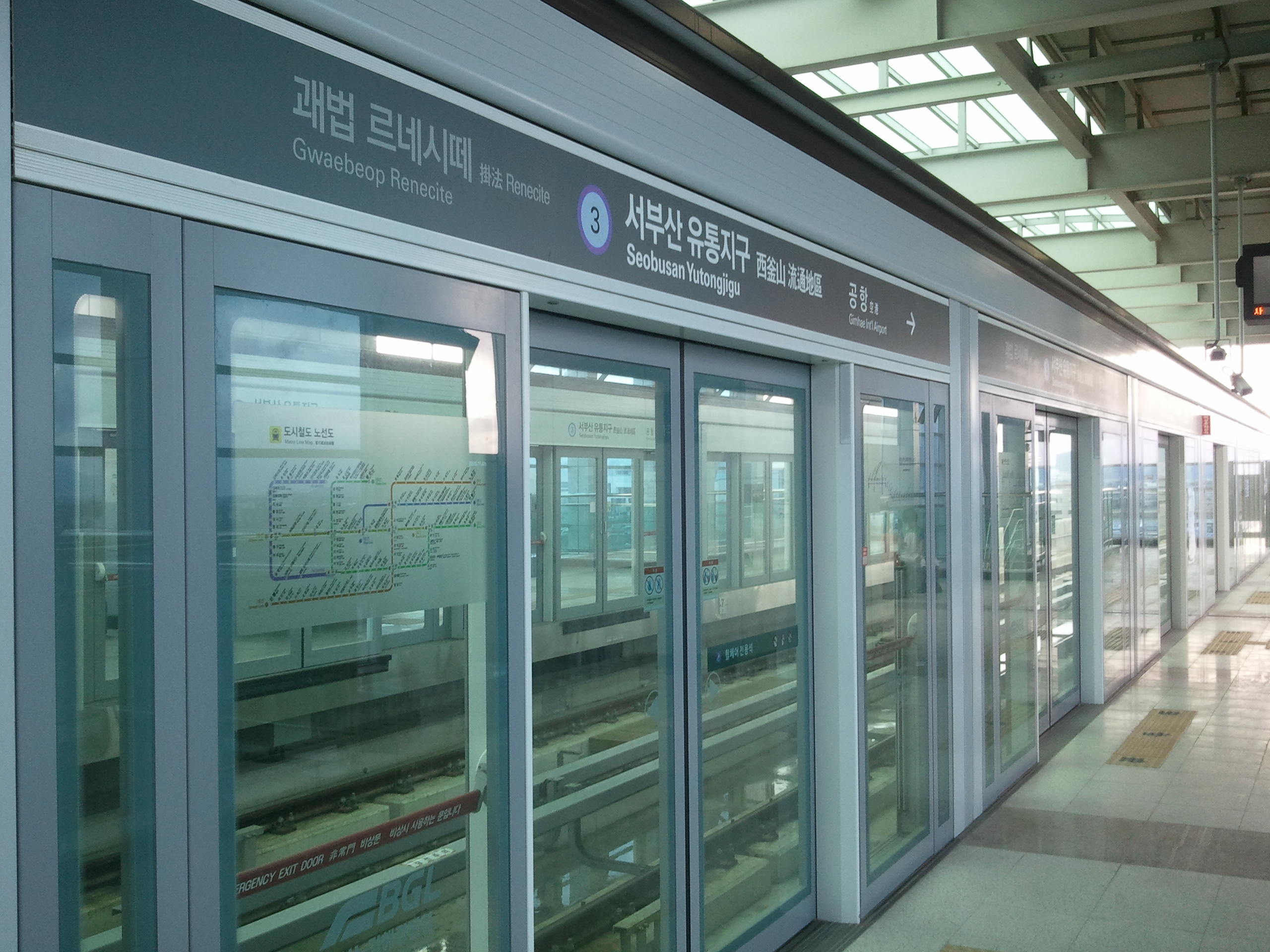
ホームドア

### のりば
| 上り | ●釜山-金海軽電鉄 | 沙上方面   |
| 下り | ●釜山-金海軽電鉄 | 加耶大方面 |

## 駅周辺
- 西釜山産業流通団地
- 国民銀行西釜山流通団地支店
- 新韓銀行西釜山流通団地金融センター
- 中小企業銀行大渚洞支店
- 釜山銀行西釜山流通団地支店
- 慶南銀行西釜山流通団地支店
- エアスカイホテル
- 釜山 ホテルエアポート

## 隣の駅
釜山-金海軽電鉄
●釜山-金海軽電鉄
掛法ルネシテ駅（2） - 西釜山流通地区駅（3） - 空港駅（4）